# NGC 7690
NGC 7690 est une galaxie spirale située dans la constellation du Phénix. NGC 7690 a été découverte par l'astronome britannique John Herschel en 1834. Le noyau de cette galaxie est particulièrement brillant et il a l'apparence d'un disque proéminent.

## Caractéristiques
La classe de luminosité de NGC 7690 est II et elle présente une large raie HI.

### Distance
Sa vitesse par rapport au fond diffus cosmologique est de 1 329 ± 14 km/s, ce qui correspond à une distance de Hubble de 19,6 ± 1,4 Mpc (∼63,9 millions d'al).
À ce jour, 12 mesures non basées sur le décalage vers le rouge (redshift) donnent une distance de 22,558 ± 2,901 Mpc (∼73,6 millions d'al), ce qui est à l'intérieur des valeurs de la distance de Hubble.

## Le bulbe de NGC 7690

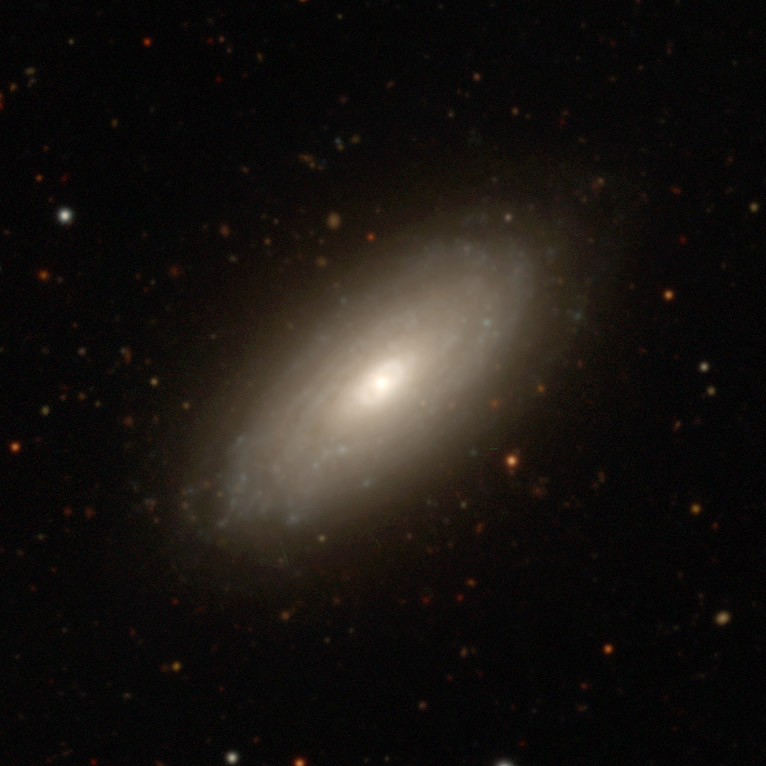
NGC 7690 par le projet « Legacy Surveys DR10 »[7].
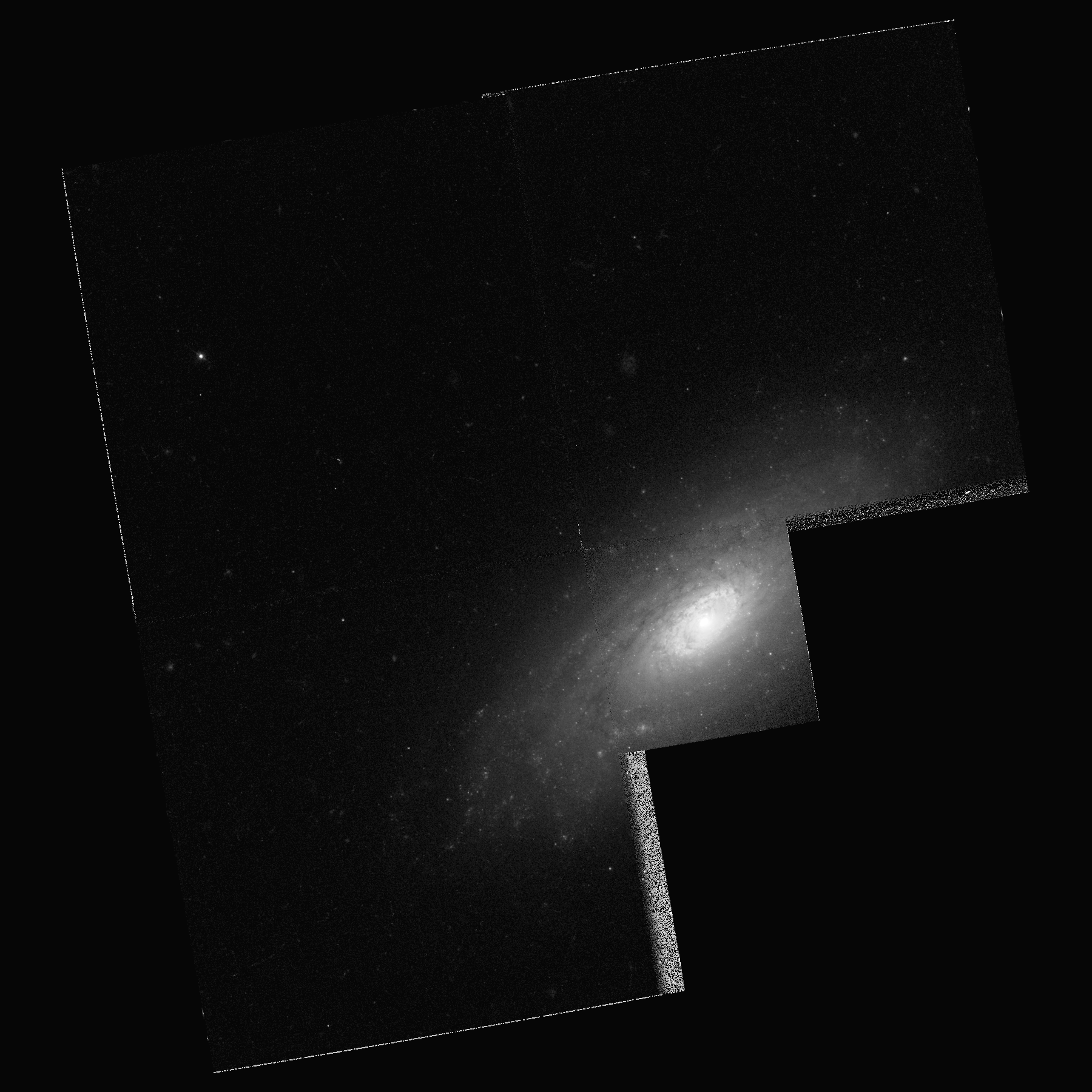
NGC 7690 par le télescope spatial Hubble.

On remarque sur les images de cette galaxie que son bulble très brillant a la forme d'un disque, un peu comme celui d'un disque galactique. Certains donne le nom à ce type de noyau de pseudo-bulbe. Plusieurs astronomes pensent que les galaxies isolées peuvent réorganiser lentement leurs étoiles et leurs gaz sous certaines conditions d'instabilité. Ce processus s'appelle évolution séculaire, c'est-à-dire un changement qui s'effectue sur plusieurs siècles. Des simulations numériques ont montré que l'évotion séculaire peut se produire pendant un cycle de formation et de destruction de la barre d'une galaxie.